# Mirra (mitología)

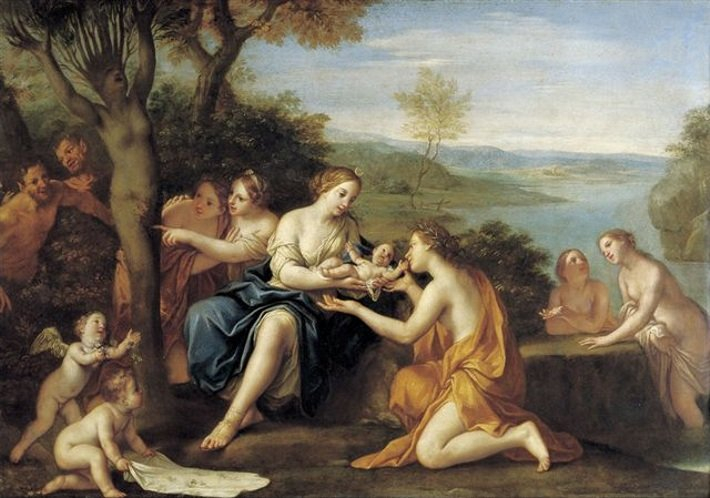
Marcantonio Franceschini - El nacimiento de Adonis, 1690.

Mirra (griego antiguo: Μύρρα; Mýrra), también conocida como Esmirna (griego antiguo: Σμύρνα; Smýrna), es la madre de Adonis en la mitología griega. Fue transformada en un árbol de mirra después de haber tenido relaciones sexuales con su padre y dar a luz a su hijo Adonis. A pesar de que la historia de Adonis tiene orígenes semíticos, no está claro dónde surgió este mito, aunque al parecer proviene de Chipre.
| Referencia       | Nombre  | Padre   | Madre     |
| ---------------- | ------- | ------- | --------- |
| Antonino Liberal | Esmirna | Tíante  | s/o       |
| Apolodoro        | Esmirna | Tíante  | s/o       |
| Higino           | Esmirna | Cíniras | Cencreide |
| Ovidio           | Mirra   | Cíniras | Cencreide |

El incesto entre Mirra y su padre, Cíniras, comienza cuando la joven se enamora y lo engaña para gozar con él. Después de descubrir la identidad de la muchacha, Cíniras desenvaina la espada y persigue a Mirra con intención de matarla. Ella huye por Arabia, y después de nueve meses pide ayuda a los dioses, que se apiadan de ella y la transforman en un árbol de mirra. En su forma de planta, Mirra tiene el parto de Adonis. Según la leyenda, la sustancia aromática que sale de esos árboles es la de las lágrimas de Mirra.
La forma más popular del mito de Mirra es la de la obra de Ovidio Las metamorfosis, y la historia era el tema principal de la obra más famosa (ahora perdida) del poeta romano Helvio Cina. Algunas variantes hay en la Biblioteca, en las Fabulae de Higino, y en las Metamorfosis de Antonino Liberal, con algunos cambios mayores: se representa al padre de Mirra como el rey asirio Tías, o a Afrodita como si ella hubiera orquestado la tragedia. Algunas interpretaciones del mito han considerado que la negativa a las relaciones sexuales de Mirra la llevaron a provocar el incesto, y sufrió el castigo de convertirse en árbol para ser silenciada. Se ha sugerido que el tabú del incesto marca la diferencia entre la cultura y la naturaleza (y la versión de Ovidio demostró esto). Una traducción de la versión de Ovidio, realizada por el poeta inglés John Dryden en 1700, ha sido interpretada como una crítica a la sociedad de esa época asociando a Mirra con María II y a Cíniras con Jacobo II.
En los tiempos del posclásico, el personaje de Mirra ha sido difundido por la cultura Occidental. Mirra fue mentada en la Divina comedia de Dante, fue inspiración de la tragedia Mirra, de Vittorio Alfieri, y se hizo referencia en Mathilda, de Mary Shelley. En la obra Sardanapalus de lord Byron, un personaje llamado Mirra aparece, a quienes los críticos representan como un símbolo del autor de un sueño romántico. El mito de Mirra es uno de los 24 cuentos narrados en los Cuentos de Ovidio, por el poeta inglés Ted Hughes. En el arte, la seducción de Mirra a su padre ha sido ilustrada por el artista alemán Virgil Solís, su metamorfosis a árbol ha sido representada por el francés Bernard Picart, el pintor italiano Marcantonio Franceschini, mientras que el artista francés Gustave Doré decidió representar a Mirra en el infierno como parte de una colección de obras para ilustrar la Divina Comedia, de Dante. En la música, ha aparecido en piezas de John Philip Sousa y Maurice Ravel, además de una ópera de Domenico Alaleona en 1920, basada en la obra de Alfieri. Fue la inspiración de ciertos nombres de especies científicas y de asteroides.[cita requerida]

## Orígenes y etimología
El mito de Mirra está muy relacionado con el de su hijo Adonis, que ha sido más fácil de identificar. Adonis es la forma helénica de la palabra fenicia "adoni", que significa "mi señor". Se cree que el culto a Adonis era conocido por los griegos alrededor del siglo VI a. C. pero es incuestionable que conocieron toda esta historia por el contacto mantenido con Chipre. Por este tiempo, el culto a Adonis aparece en el libro de Ezequiel en Jerusalén, con el nombre originario de Babilonia Tammuz.
Adonis originalmente era el dios de la fertilidad fenicio representado por el espíritu de la vegetación. Se especula que él era la representación de la versión de Ba'al, adorado en Ugarit. Es posible que la falta de claridad acerca si Mirra era llamada Smyrna, y quien era su padre, dieron origen a las primeras apariciones en Chipre anteriores a las de Grecia. A pesar de esto, es claro que los griegos agregaron mucha historia al mito de Adonis y Mirra antes de que pudiera ser registrada por los primeros historiadores clásicos.

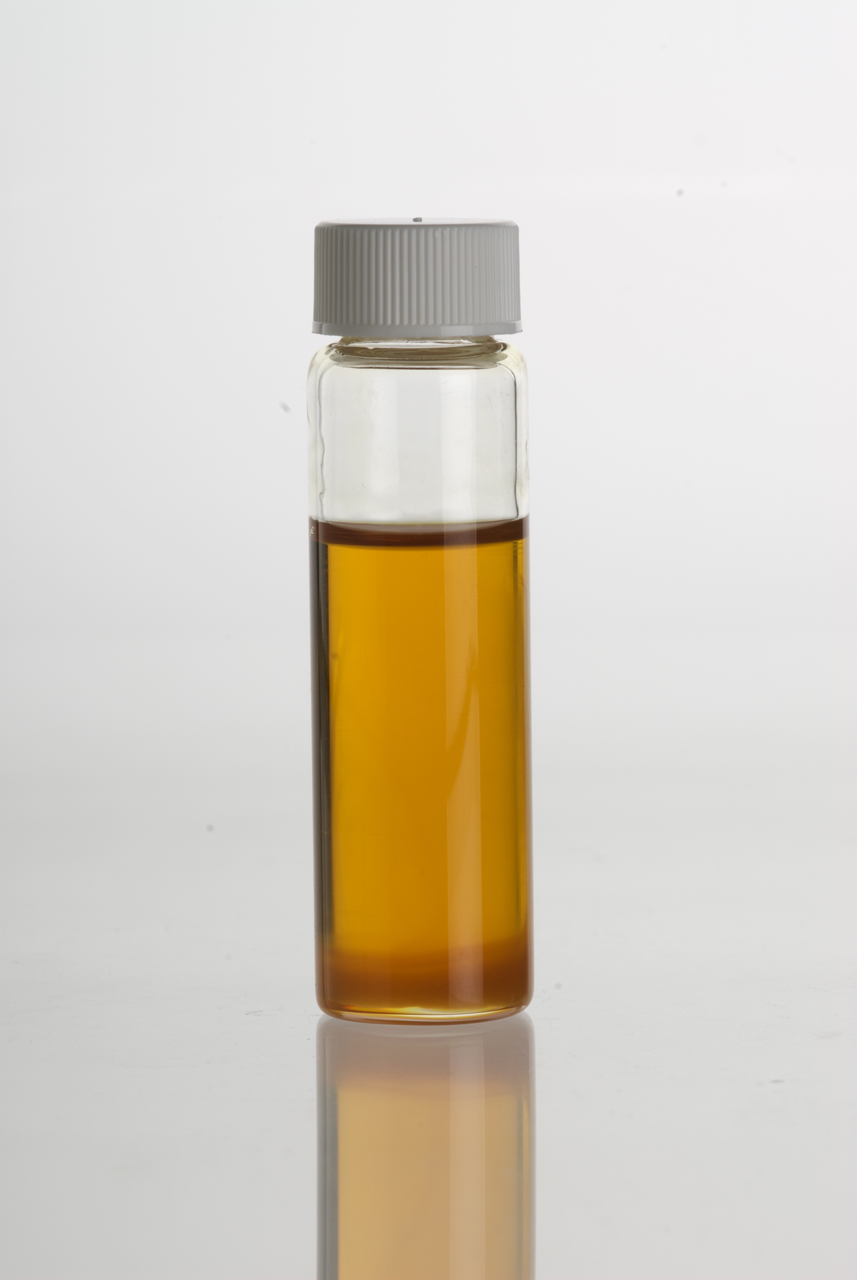
Mirra, una valiosa resina para embalsamar de la antigüedad.

A lo largo de los siglos, Mirra la chica, el mito y la fragancia han tenido una relación etimológica. La mirra era valiosa en el antiguo mundo, usada para embalsamamientos, medicina, perfumes e incienso. La palabra moderna del inglés myrrh (inglés antiguo: myrra) se deriva del latín myrrha (murra o murrha) El latín de myrrha se originó del griego antiguo múrrā, pero la palabra de origen semita con raíces árabes de murr, hebreo mōr y de arameo mūrā, todas significan «amargo» además de estarse refiriendo a la planta. Además, smyrna es una palabra del dialecto griego para decir myrrha.
Las referencias de mirra en la Biblia la ponen como una de las fragancias más deseables, y se menciona repetidamente a pesar de ser cara. Algunos pasajes del Antiguo Testamento hacen referencia a la mirra en la canción de Salomón, que según historiadores modernos, es del siglo X como una tradición oral o en la captura de Babilonia en el siglo VI. En estos pasajes la mención de la mirra tiene connotaciones eróticas. En el nuevo testamento esta fragancia es asociada con el nacimiento de Cristo cuando los magos se presentaron con los regalos, oro, incienso y mirra.

## Mito

### Versión de Ovidio

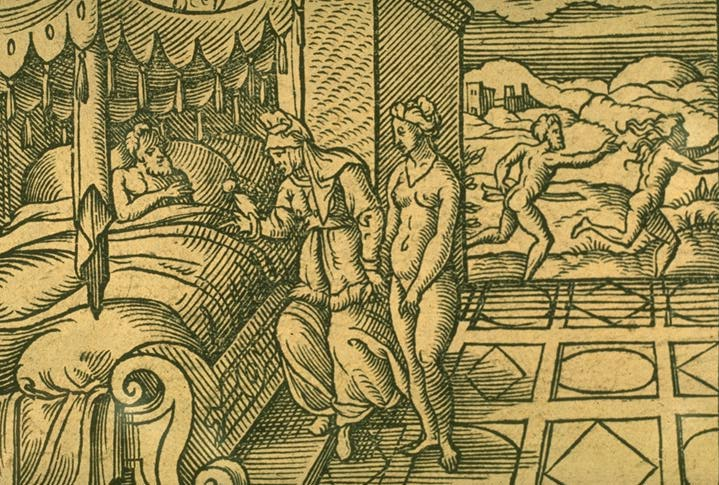
Virgil Solís – Mirra y Cíniras

Publicada en el año 8 d. C., Las metamorfosis de Ovidio se convirtió en uno de los poemas más importantes de los escritores latinos. Las metamorfosis mostró que Ovidio estaba más interesado en cuestionarse como las leyes interferían en la vida cotidiana de las personas que escribir relatos fantásticos como las obras de Virgilio y Homero. La metamorfosis no es narrada por Ovidio, sino por los personajes dentro de la historia. El mito de Mirra y Cíniras lo canta Orfeo en el décimo libro de la metamorfosis después que le ha dicho del mito a Pygmalion y después cuenta del mito de Venus y Adonis. Como el cuento de Mirra es el más largo de los que canta Orfeo (205 líneas) y la única historia que corresponde con el tema del castigo a mujeres por lujuriosas, y es considerada la obra central de las canciones. Ovidio comienza el mito haciendo una advertencia a la audiencia acerca de que el mito es de gran terror, especialmente para padres e hijas:

La historia que estoy por relatar es terrible: imploro que padres e hijas se mantengan a distancia mientras canto, o serán encantados por mi obra, niéguense a creer este relato y hagan como si nunca hubiera pasado: si no, si creen en lo que les cuento, también deberán creer en el castigo que correspondió.

Según Ovidio, Mirra era la hija del rey Cíniras y de la reina Cencreis de Chipre. Se dice que Cupido no fue el responsable del amor incestuoso de Mirra hacia su padre, Cíniras. Ovidio comenta que ella odiaba los crímenes de su padre, pero su amor por él era un crimen aún más grande. Ovidio hace responsable a la Furias.
En algunos versos, Ovidio analiza el conflicto mental de Mirra respecto a su deseo sexual por su padre y la desgracia social a lo que esto la llevaría. Sin dormir y abandonando la esperanza, intenta suicidarse, pero es descubierta por su enfermera a la que le confía todo. La nodriza intenta disuadirla pero después decide ayudarla a cambio de que prometa no volver a intentar suicidarse.
Durante el festival de Ceres que era la adoración a las mujeres, estas no debían ser tocadas por hombres durante nueve noches, así que la nodriza le dijo a Cíniras que una chica estaba perdidamente enamorada de él, dándole un nombre falso. El amorío ocurrió durante varias noches consecutivas en absoluta oscuridad para que la identidad de Mirra se mantuviera en secreto, hasta que Cíniras tuvo la curiosidad de conocer la identidad de la mujer. Después de llevar una lámpara y ver a su hija, el rey intento asesinarla en el acto, pero Mirra logró escapar.
Mirra permaneció en el exilio durante nueve meses, pasando tiempo en Arabia y en los campos de Panquea, hasta que alcanzó tierra sabea. Con miedo a la muerte cansada de la vida y embarazada, rogó a los dioses por una solución, y se transformó en un árbol de mirra, con la savia representando sus lágrimas. Tiempo después, Lucina liberó a Adonis recién nacido del árbol.

### Otras versiones
El mito de Mirra ha sido relatado en algunas ocasiones además de en el relato de Ovidio. Entre los eruditos que han relatado esta historia se encuentran Apolodoro, Higino y Antonino Liberal. Las tres versiones son diferentes. En el texto de la Biblioteca, escrito alrededor del siglo I d. C., Apolodoro escribe acerca de los tres posibles parentescos de Adonis. En el primero relata que Cíniras llegó a Chipre con algunos seguidores, fundó Pafos y se casó con Metarme, quien lo hizo rey de Chipre. Tuvieron cinco hijos, dos varones, Oxíporo y Adonis y tres mujeres, Orsédice, Laégore y Bresia. Las hijas de alguna manera se volvieron víctimas de la ira de Afrodita y tuvieron sexo con extranjeros, al final murieron en Egipto.
Para la segunda versión, Apolodoro cita a Hesíodo, quien postula que Adonis es el hijo de Fénix y Alfesibea. No profundiza al respecto.

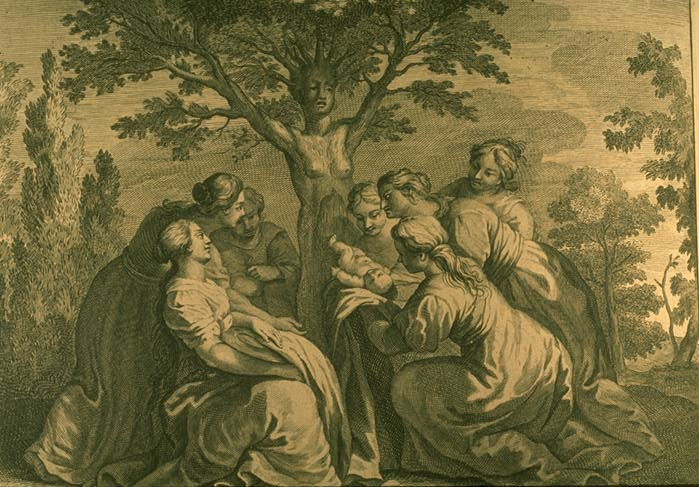
Bernard Picart – El nacimiento de Adonis.

Para la tercera opinión, cita a Paniasis, quien expone que el rey Tías de Siria tuvo una hija llamada Esmirna. Esmirna falló al intentar honrar a Afrodita, provocando la ira de la diosa, que como castigo la hizo enamorarse de su padre; con la ayuda de su enfermera esta logró engañar a su padre para tener relaciones con él durante doce noches hasta que fue descubierta. Esmirna partió, pero su padre la alcanzó. Esmirna le rezó a los dioses para que la volvieran invisible, estos respondieron transformándola en un árbol. Diez meses después de esto, Adonis nació de este árbol.
En las Fabulae, escrita alrededor del año 1 d. C. Higino de Siria tuvo una hija con su esposa, Cencreis. La niña se llamaba Esmirna y su madre presumía como su hija era más bella que venus. Furiosa, Venus castigó a la madre de Esmirna haciendo que ella se enamorara de su padre. Después de que la nodriza evitara que Esmirna se suicidara, la ayudó a engañar a su padre para tener sexo. Cuando Esmirna supo que estaba embarazada, se escondió en el bosque por vergüenza. Venus tuvo compasión por la chica y la transformó en un árbol de mirra, del cual nació Adonis.
En las Metamorfosis de Antonino Liberal, escrito alrededor del siglo II o siglo III d. C., el mito está situado en Fenicia, cerca del monte Líbano. El rey Tías, hijo de Belo y Oritía, tuvo una hija llama Esmirna. Por su gran belleza, Esmirna era deseada por muchos hombres de todos lugares. Ella había hecho muchos trucos y engaños para que sus padres pudieran retrasar el escoger a un esposo para ella. Esmirna estaba loca por su padre y no quería estar con nadie más. Al principio escondió estos deseos, pero después los compartió con su nodriza Hipólita.  Hipólita le habló al rey de una joven que quería estar con él, solo si estaban con las luces apagadas. El rey accedió durante algo de tiempo, hasta que Esmirna se quedó embarazada. En la curiosidad de saber quién era esta misteriosa mujer, el rey llegó con luz y descubrió la identidad de su hija. Asustada, Esmirna tuvo al bebé prematuramente, lo levantó en sus brazos y rogó a Zeus que la ayudara, el mismo le tomó lástima y la transformó en un árbol. Tías se suicidó, y fue deseo de Zeus que el niño llevara el nombre de Adonis.

## Interpretación
El mito de Mirra ha sido interpretado de muchas maneras. La transformación en la versión de Ovidio ha sido interpretado como un castigo por romper las leyes sociales al tener una relación incestuosa con su padre. Como Byblis que se enamoró de su hermano, Mirra es transformada y silenciada para ocultar el tabú del incesto.

Mirra también ha sido ligada a la historia de las hijas de Lot. Ellas vivían con su padre en una aislada caverna, como su madre estaba muerta, deciden embriagar la mente de su padre con vino y seducirlo, para poder continuar con su linaje. Nancy Miller comenta acerca de los dos mitos:

[Las hijas de Lot] el incesto es creado por una necesidad reproductiva; al no tener consecuencias, esta historia no tiene el reconocimiento social para la narrativa del paradigma del incesto. [...] En los casos de las hijas de Lot y Mirra, la seducción de las hijas con sus padres tienen que ser a través de engaños. Mientras que en otros casos de incesto,(madre-hijo) se permite que sea concebida por ambas partes, el incesto de padre-hija no lo es. Cuando aparece el deseo sexual de la hija por su padre, Éste se muestra en desacuerdo.

Mirra ha sido interpretada como el crecimiento de niña a mujer en el curso de la historia: al principio es una virgen que se niega a tener amantes, negando esa parte de ella que normalmente se dedicaría a Afrodita. La diosa la castiga con deseo sexual hacia su padre, y esto la vuelve una mujer con una lujuria incontrolable. El matrimonio entre la madre y el padre se vuelve un obstáculo para su amor incestuoso, además de que éste es prohibido por todas las leyes sociales y divinas. La forma en la que la hija seduce a su padre demuestra la forma más extrema que puede tomar el deseo, contra todas las normas sociales.
James Richard Ellis ha argumentado que el tabú del incesto es fundamental para una sociedad civilizada, basado en las teorías de Sigmund Freud y el psicoanálisis mostrado en la versión de Ovidio. Cuando la chica es tomada por el deseo, se lamenta por su humanidad, ya que su comportamiento ha sido como el de un animal.
El hecho de que Mirra sea transformada en un árbol también ha sido influencia en el carácter de Adonis. Ser el hijo de una mujer y un árbol parte su personalidad. En Griego antiguo la palabra Adonis significa "perfume" y "amante" cosas que él tiene, al tener el perfume del árbol y ser el amante que seduce a dos diosas.

En su ensayo "Lo que la naturaleza permite y las celosas leyes prohíben" Mary Aswell Doll compara el amor entre dos hombres protagonistas de Annie Proulx Secreto de la Montaña con el amor de Mirra hacia su padre. Doll sugiere que Ovidio y Proulx se preocupan acerca de que es natural en la civilización en cuanto al amor. Doll asegura :

En el trabajo de Ovidio el amor no es un tabú a menos que salga del deseo de poder y control. En el Imperio Romano era una práctica común que la élite de la sociedad tomar a mujeres muy jóvenes como amantes, chicas de la edad de sus propias hijas. Esto era visto de forma normal y natural.

La relación de Cinyras con una chica de la edad de su hija no era natural, pero el amor de Mirra si lo era. Doll habla más al respecto diciendo del lamento de Mirra al compararse con animales ya que no es un problema y Ovidio expresa esta paradoja: en la naturaleza una relación de padre hija no es natural, pero en la sociedad humana si lo es. Doll concluye que la "Naturaleza no sigue reglas. No hay algo como una "ley natural"". A pesar de ello, Ovidio pone esta historia en tres pasos:
Primero él no es el que cuenta la historia, sino uno de los personajes de ella, Orpheus, que la canta. En segundo lugar Ovidio le dice a su audiencia que no crean la historia. Por último, Orfeo felicita a Roma por estar tan lejana a donde sucedió la historia (Chipre). Al alejarse, Doll escribe que Ovidio seduce a la gente para seguir escuchando. Lo hace primero cuando Ovidio empieza a describir a Mirra, a su padre y la relación que tienen, relación que compara con Cupido y Psique. Aquí el acto sexual ocurre el completa oscuridad y solo el iniciador (Cupido) conoce la identidad de su pareja. La metamorfosis de Mirra en un árbol es leída por Doll como una metáfora en la que un árbol representa un secreto. Como un efecto secundario, Doll asegura que la metamorfosis también altera la idea del incesto a algo natural para la imaginación. Hablando en un análisis de Freud con el mito de que Ovidio "sugiere desconcertadamente que [la lujuria del padre] pudo ser una verdad universal a la experiencia humana." Doll sugiere que las notas de Ovidio en la obra son como una metamorfosis: están hechas para entrar en la mente humana. Doll también afirma que los momentos en los que la gente experimenta sensaciones similares están representados inconscientemente, y son parte natural del crecimiento, aunque a veces crecen demasiado. Ella concluye que Ovidio y su versión de Mirra es «Lo que es pervertido para Ovidio es el uso del sexo como una herramienta para alcanzar el poder y cegar la aceptación del poder sexual masculino como una norma cultural».
En la edición del periódico The Guardian de 2008 titulada «La relación de Mirra y su padre» como es descrita por Ovidio en Metamorfosis como una de las 10 mejores historias incestuosas de amor de todos los tiempos. El ejemplar aprecia el texto de forma que es la relación más perturbante de todo Metamorfosis.

## Impacto cultural

### Literatura
Una de las primeras apariciones de una obra inspirada en el mito de Mirra es en las Antigüedades de los judíos, escrita en el 93 d. C. por el historiador romano judío Flavio Josefo. La tragedia titulada Cinyras es mencionada, donde el personaje principal Cinyras es asesinado con su hija y "una gran cantidad de sangre falsa fue derramada." No existen más detalles al respecto.
Mirra aparece en la Divina Comedia, en el poema «Inferno» por Dante Alighieri, donde Dante ve su alma castigada en el octavo círculo del infierno, en la décima bolgia. En este lugar ella y otros falsificadores como alquimistas sufren terribles enfermedades, ella sufre locura. Que ella se encuentre en este lugar significa que su crimen más grande no fue el incesto, sino el engaño. Diana Glenn interpreta el simbolismo de Mirra como ella siendo una pecadora tan poco natural y sin ley que es forzada a abandonar la sociedad humana al mismo tiempo que pierde su identidad. Su locura en el infierno previene hasta el menor indicio de comunicación y así apartándola incluso de esa sociedad.
Dante ha mostrado su familiaridad con el mito de Mirra con la carta al emperador Henry VII, a quien le escribió el 17 de abril de 1311. Aquí el compara Florencia con "Mirra, loca y sin dios, intentando seducir a su padre, Cynyras"; una metáfora que Claire Honess interpreta como la referencia de Florencia intentando seducir al Papa Clemente V a distanciarse de Henry VII. Es incestuoso porque el Papa es el padre de todos y eso también implica que la ciudad rechaza a su verdadero esposo, el Emperador.
En el poema Venus y Adonis, escrito por William Shakespeare en 1593, Venus habla de la madre de Adonis. En la stanza 34 Venus se lamenta porque Adonis la ignora y en un "dolor de corazón" ella dice "Oh, tu madre tuvo una gran fuerza mental, te dio a luz a ti y murió poco amable." Shakespeare hace una referencia a Mirra después cuando Venus recoge una flor :"Ella surge del tallo, y en la brecha aparece, caen verdes gotas, que se comparan con sus lágrimas." Se ha sugerido que los jugos de estas plantas han sido comparados con las lágrimas, cosa paralela al mito de Mirra y la esencia del árbol.
En otro trabajo de Shakespeare, Othello (1603), se ha sugerido que él hace otra referencia. En el acto 5, escena 2 el personaje principal Othello se compara con un árbol de mirra y con el constante flujo de lágrimas que emanan de él. Esta referencia está justificada de manera que ha tomado inspiración del libro X de Metamorfosis de Ovidio, justo como lo había hecho antes Venus y Adonis.
La tragedia MIrra por Vittorio Alfiera (escrita en 1786) está inspirada en el mismo mito. En la obra, Mirra se enamora de su padre, Cinyras. Mirra debe casarse con el Príncipe Pyrrhus, pero decide no hacerlo, y lo abandona en el altar. Al final. Mirra tiene un colapso mental frente a su padre quien está furioso porque el príncipe se ha suicidado. Clamando su amor por Cinyras, ella toma su espada y se suicida, mientras él observa con horror la escena.
En la novela Mathilda, escrita por Mary Shelley en 1820, están contenidas algunas similitudes y menciones de Mirra. Mathilda es abandonada por su padre cuando era un bebé ya que su nacimiento causa la muerte de su madre, y no se reencuentran hasta que ella tiene 16 años. Después él le dice que está enamorada de ella y ella se niega a estar con él, se suicida. En el capítulo 4, Mathilda hace una alusión: «Curiosamente siempre había creído que la mejor tragedia de Alfieri era Myrra». Audra Dibert Himes, en su ensayo titulado "Pena conocida, deseo conocido", comenta la referencia a Mirra: Mathilda pasa su última noche antes de la llegada de su padre en el bosque, pero mientras regresa a casa la siguiente mañana los árboles comienzan a detener su paso. Himes sugiere que los árboles son un paralelismo a la forma convertida de Mirra.

La tragedia Sardanapalus por George Gordon Bryon publicada en 1821 y producida en 1834 y ambientada en Asiria, 640 a. C., reinada por Sardanapalus. La obra lidia con el revuelo que hace el extravagante rey por la relación que tiene con su esclava favorita, Mirra. Mirra hizo que Sarandapalus apareciera al frente de sus ejércitos en batallas y después de 3 victorias, finalmente fue vencido. Regresa derrotado, y Mirra lo incita a colocarse en un altar y prenderse fuego ambos. Esta obra ha sido interpretada como una autobiografía, con Sardanapalus como el, Zarina como la esposa de Bryon de su esposa Anne Isabella, y Mirra como su amante Teresa. En un nivel más abstracto Mirra es el sueño romántico de Bryon. Byron conocía la historia mítica de Mirra, tal vez no de la original de Ovidio, pero si estaba al tanto de la versión de Alfieri. En su ensayo "A Problem Few Dare Imitate", Susan J. Wolfson parafrasea e interpreta la relación de la obra Sardanapalus y el mito de Mirra:

A pesar de que [Bryon] evade las complicadas consecuencias de asociación, el nombre de Mirra [que signifia incesto] no pueden ser ignoradas por completo - especialmente por que en la historia de Ovidio el incesto representa una potencial pesadilla recíproca para Bryon con Sardanapalus, que simpatiza con el hijo que es objeto del incesto de la madre.

En 1997 el mito de Mirra y Cinyras era una de las 24 historias de Metamorfosis de Ovidio que fueron reescritas por el poeta inglés Ted Hughes en su trabajo poético Cuentos de Ovidio. El trabajo es reconocido no solo por la traducción, también por la adaptación del lenguaje que era fresco y apto para la audiencia contemporánea. Hughes también fue reconocido por su humor u horror utilizado para describir a Mirra. La reseña fue aclamada por los críticos ganando el premio "Whitebread Book Of The Year Award 1997" y comenzó a ser adaptada a obras en 1999, con Sirine Saba interpretando a Mirra.
En 1997 el poeta Americano Frank Bidart escribió Desire, otra historia que relataba la historia de Mirra de forma similar a la versión de Ovidio. El caso de Mirra, el crítico Langdon Hammer nota que en esta versión es la peor forma de exponer la historia, ya que la moraleja del mito es mostrar como el deseo sin control puede llevar a destruir a la persona y a los que la rodean, siendo amargo y lleno de dolor, y en esta versión donde las lágrimas se transforman en esencia de Mirra, estas son dulces. también clama que "El deseo del que no hay escape de Desire una larga historia de sumisión a afirmación. Más que aberrante, los personajes de Ovidio son ilustrativos".

#### La traducción de John Dryden

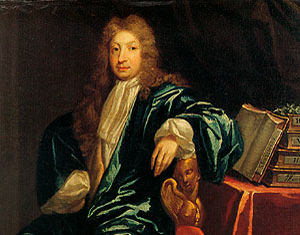
El poeta inglés John Dryden tradujo el mito de Mirra con fines políticos

En 1700 el poeta inglés John Dryden publicó sus traducciones de los mitos de Ovidio, Homero y Boccaccio en un volumen titulado Fábulas, Antiguas y Modernas. El crítico literario Anthony W. Lee en su ensayo «Cinyras y Mirra de Dryden» que esta traducción, junto con otras, puede ser interpretada como un comentario de la política inglesa del siglo XVII.
La traducción del mito como aparece en la versión de Ovidio sugiere una crítica política posterior a los eventos de la revolución gloriosa. La esposa del líder revolucionario William de Orange, era la hija de James II, Mary. Mary y William fueron coronados reyes de Inglaterra en 1689, y por las críticas que hizo Dryden a James en cuanto a sus movimientos y pensamientos políticos perdió su poder político y sus oficios públicos. Dryden se dedicó a la traducción y en sus obras les agregaba sátiras políticas, entre ellas se encontraba el mito de Mirra.
En las primeras líneas del poema de Dryden describe al rey Cinyras de la misma manera que Ovidio, planteando que hubiera sido más feliz de nunca haber tenido una hija. Lee sugiere que existe un paralelismo con James, ya que de no haber nacido Mary, éste nunca hubiera sido traicionado ni hubiera perdido de mala manera su derecho a gobernar. Cuando Dryden describe el incesto, usa una metáfora con un monstruo. Dichas líneas se cree que fueron dirigidas a William III quien invadió Inglaterra en nombre de Hilanda y cuya presencia era descrita como un castigo y una maldición, asegura Lee. El autor también sugiere que Dryden hace críticas al nuevo parlamento ya que este actuó de manera autoritaria y sin un consentimiento legal de la autoridad. Finalmente, Mary como Mirra, es descrita como una exiliada de la civilización, cuyo mayor pecado fue romper las leyes naturales y divinas que tuvo como consecuencia una inevitable confusión y malestar social. Cuando Mirra logra su objetivo y llega a la cama de su padre, Lee sugiere que hay una similitud con la coronación de Mary al trono de su padre: ambas lograron de manera incestuosa ocupar los lugares que les pertenecían a sus padres.
Leyendo la traducción del mito de Mirra por Dryden como una reseña política de ese tiempo, como sugiere Lee, el historiador Julián Hoppit sugiere que la caracterización de los personajes está justificada por los eventos de la revolución de 1688:

Para la mayoría un monarca era la representación de Dios en la tierra, escogido por Él para el beneficio de su gente. Para los hombres que creían esto, un cambio en esta estructura tendría como precio el caos.

### Música
En la música, Mirra era el tema de una pieza interpretada por John Philip Sousa en 1876 "Mirra Gavotte" y en 1901 Maurice Ravel y Andre Caplet hicieron cantatas tituladas Mirra. Caplet terminó primero sobre Ravel que fue tercero en la competición Prix de Rome. La competición requería que los candidatos pasaran una serie de obstáculos académicos antes de entrar en la final en donde debían componer una cantata de un texto predeterminado. A pesar de no ser la mejor pieza musical, el jurado alabó el trabajo de Ravel por su "encanto melódico" y "sinceridad del sentimiento dramático". El crítico musical Andrew Clements escribiendo para The Guardian comento acerca de los fallos de Ravel al no ganar la competición: "Los repetidos intentos fallidos de Ravel por ganar el Prix de Rome, el premio más codiciado por compositores jóvenes en Francia se ha vuelto parte de la tradición de la música folklórica del siglo XX."
El compositor italiano Domenico Alaleona y su obra de opera de nombre Mirra fueron galardonados en 1920. El libreto escrito con inspiración de la leyenda de Mirra, fue acompañado por la música inspirada por Pelléas et Mélisande de Claude Debussy (1920) y Elektra de Richard Strauss (1909). Sufriendo de ser monótona, el último encuentro entre padre e hija, comentan los críticos, era la única parte que tenía un verdadero impacto. Mirra continúa siendo la obra más famosa y ambiciosa del compositor Alaleona y a pesar de que era "eclética y dispareja", mostraba "un buen trabajo técnico".
Más reciente, Kristen Kister creó una orquesta coral, Myrrha, escrita en 2004 y la primera vez que fue interpretada fue en Carnegie Hall en 2006. Kuster planteo que la idea de Myrrha le llegó cuando fue cuestionada por la Orquesta de Compositores Americanos para escribir una obra de concierto de amor y deseo. El concierto se inspiró en la versión de Ovidio de Mirra, que incluye los volúmenes que "se mueven fuera y dentro como si la música fuera un sueño, o tal vez la memoria de Mirra y los eventos que dieron forma a su destino," como describe Kuster.

### Arte
La Metamorfosis de Ovidio ha sido ilustrada por numerosos artistas a lo largo del tiempo. En 1563 en Frankfurt, una traducción bilingüe alemana por Johann Posthuis fue publicada, con ayuda de Virgil Solís. La ilustración de Mirra la muestra engañando a su padre mientras el la persigue.  En 1717 en Londres, una versión latina/inglesa de Metamorfosis fue publicada, traducida por Samuel Garth y con placas del francés Bernard Picart. La ilustración de Mirra se llamaba El nacimiento de Adonis y se podía observar a un árbol dando a luz a Adonis y rodeado de mujeres. En 1857 el francés Gustave Doré hizo una serie de ilustraciones para la Divina Comedia de Dante, y el octavo círculo del infierno mostrando a Mirra.
En 1690, el pintor barroco italiano Marcantonio Franceschini pintó a Mirra también como un árbol dando a luz a Adonis en El nacimiento de Adonis. La pintura se incluyó en la exhibición "Captured Emotions: Pintura barroca en Bolina, 1575-1725" en el Museo J. Paul Getty en el Getty Center en Los Angeles California. Normalmente se exhibe en el Staatliche Kunstsammlungen Dresden en Alemania.
En 1984, el artista Mel Chin creó una escultura basada en la ilustración de Doré para la Divina Comedia. La escultura se titulaba Mirra del mundo post industrial y era una mujer desnuda sentada en un pedestal rectangular. Era un objeto que estaba al aire libre en el proyecto Bryant park y la piel de la escultura estaba hecha de acero. Dentro se veía un esqueleto de poliestireno. Cuando fue terminada, la escultura media 29 pies de altura.

### Ciencia

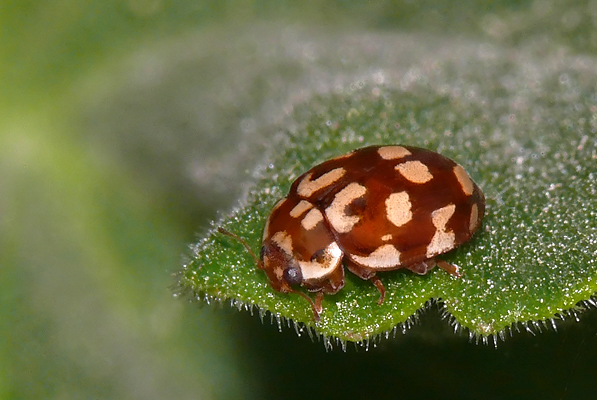
La mariquita (Myrrha octodecimguttata) tiene una conexión con el mito por su nombre científico.

Algunos nombres científicos de insectos que hacen metamorfosis hacen referencia al mito. Myrrha es un género de la mariquitas como Myrrha octodecimguttata. Lybythea myrrha es una mariposa originaria de la India. Cupido myrrha es una rara especia de mariposa nombrada por Herrich-Schaffer encontrada en el monte Erciyes en el sur este de Turquía. Catocala myrrha es un sinónimo de una especie de mariposa conocida como "married underwing".</ref> En todas las listas del museo de historia natural del Reino Unido hay 8 referencias de Lepidotera con el nombre Mirra.
La mirra es una goma de sabor amargo, aromática con tonalidades desde amarillas hasta café. Se obtiene de unas pequeñas flores con pinchos de los árboles Commiphora genus, que es parte de la familia de los árboles del incienso (Burseraceae). Existen dos variedades principales de mirra: bisabol y herbabol. Bisabol es producida por C. erythraea, una especie árabe similar a C. myrrha, que produce mirra herabol. C. myrra crece en Etiopía, Arabia y Somalia.
Un asteroide de grandes proporciones, de 124 kilómetros de diámetro, se llama 381 Mirra. Lo descubrió el 10 de enero de 1894 A. Charlois en Niza. La historia también dio origen a otro asteroide, éste con el nombre 2101 Adonis, en referencia al hijo de Mirra. Usando los nombres clásicos de historias de este tipo, Mirra, Juno y Vesta se aplicaron como nombres para algunos planetas pequeños. En la actualidad se añaden números a los nombres para evitar confusiones.
Notas
1. ↑  El autor de "Bibliotheca" es referido como Apollodorus, pero para más información de la historia del autor: pseudo-Apollodorus.
2. ↑  Esto es considerado como una posible referencia al templo de la prostitución, el culto de Aphrodita o Astarte. Se desconoce la causa de la ira de Afrodita, pero se niega que era un culto ya que Cinyras estaba asociado al culto de Paphian Aphrodita en Chipre. Cyprus.[21]
3. ↑  Metamorphoses de Antoninus Liberalis tiene paralelismos con  Metamorphoses de Ovidio, por el uso de la misma obra: the Heteroioumena por Nicander (siglo II a. C.)[25]
4. ↑  Bēlos era el nombre Griego de Ba'al. Orithyia Que se asocia repetidamente con la hija del rey secuestrada por Boreas, el viento del norte .[26] En la versión de Liberalis de Metamorphoses ella es una ninfa, though.[27]
5. ↑  Antoninus Liberalis utilizaba el verbo ekmainō, que se usaba para describir el amor erótico. El lo usa describiendo Byblis' además del amor, y Alcaeus lo usa para describir la relación entre Paris y Helen.[26]
6. ↑  Hippolyte Es también el nombre de la famosa reina de las Amazonas, pero no hay pruebas de que exista una relación.[26]
7. ↑  El destino del padre de Mirra también es relatado por Hyginus en Fabulae, aunque en lo demás de la obra muchas cosas son diferentes al mito original.[28]
8. ↑  Un ejemplo de una carta de amor escrita de una cortesana a su amado "Mi perfume, my dulce Adonis"from a love letter written by a courtesan to her lover:[34]
9. ↑  Doll remarca que la unión de Cupido y Psyche es una metáfora de la unión del amor y el alma.[14]
10. ↑  El incesto hubiera sido categorizado como un pecado "del cuerpo" y hubiera ganado un lugar en el segundo círculo del infierno[43]
11. ↑  Othello: "...Uno de esos ojos atrapados,
 Albeit desacostumbrado al mal humor,
 derramo lágrimas tan rápido como árboles árabes 
 su goma medicinal".[50]
12. ↑  Lee describe las similitudes poéticas de los nombres. Si cambias las vocales de Mirra se convierte en Maria[67]
13. ↑  Los nombres científicos pueden cambiar con el paso del tiempo ya conforme se reclasifica a los animales según el estándar científico del momento. >Gall, Lawrence F; Hawks, David C. (1990). «Systematics of Moths in the Genus Catocala (Lepidoptera: Noctuidae).». Fieldiana (Field Museum of Natural History) (1414): 12. Archivado desde el original el 2 de febrero de 2011. Consultado el 3 de febrero de 2011.

Citas
1. 1 2 3 4  Grimal, 1974, pp. 94-95
2. ↑  Ez. 8:14. https://www.biblegateway.com/passage/?search=Ezk.+8%3A14%3B&version=RVR1995
3. ↑  Watson, 1976, p. 736
4. 1 2  «myrrh». The New Encyclopædia Britannica: Micropædia 8 (15th edición). U.S.A.: Encyclopædia Britannica, Inc. 2003. p. 467.
5. ↑  Oxford, 1971, p. 1888
6. ↑  Onions, 1966, p. 600
7. ↑  Park, 1858, p. 212
8. 1 2  Musselman, 2007, pp. 194-197
9. ↑  Noegel, 2009, p. 184
10. ↑  Coogan, 2009, p. 394
11. ↑  Song of Solomon 5:5
12. ↑  Song of Solomon 5:13
13. ↑  Matthew 2:10-11
14. 1 2 3 4 5 6  Doll, Mary Aswell (2006). «What Nature Allows the Jealous Laws Forbid: The Cases of Myrrha and Ennis del Mar». Journal of Curriculum Theorizing 21 (3): 39-45.
15. ↑  Ovid, 1971, p. 9
16. ↑  Ovid, 1971, pp. 231-245 (Book X, 243-739)
17. ↑  Ovid, 2003, p. 373
18. 1 2  Ovid, 1971, p. 233 (Book X, 300-303)
19. ↑  Ovid, 1971, p. 233 (Book X, 311-315)
20. 1 2 3 4 5  Ovidio, 1971, pp. 233-238 (libro X, 298-513)
21. ↑  Apollodorus, 1998, p. 239
22. ↑  Pseudo-Apolodoro, 1998, p. 131 (Book III, 14.3)
23. 1 2  Pseudo-Apolodoro, 1998, p. 131 (Book III, 14.4)
24. ↑  Hyginus, 1960, p. 61 (No. LVIII in Myths)
25. 1 2  Liberalis, 1992, p. 2
26. 1 2 3  Liberalis, 1992, p. 202
27. 1 2  Liberalis, 1992, p. 93 (No. XXXIV)
28. ↑  Hyginus, 1960, p. 162 (No. CCXLII in Myths)
29. ↑  Newlands, 1995, p. 167
30. ↑  Genesis 19:31-36
31. ↑  Miller, 2002, p. 216
32. 1 2  Detienne, 1994, pp. 63-64
33. ↑  Ellis, 2003, p. 191
34. ↑  From the Palatine Anthology como lo citan en Detienne, 1994, pp. 63
35. ↑  Ovid, 1971, pp. 228-245 (Book X, 143-739)
36. ↑  Ovid, 1971, p. 233 (Book X, 304-307)
37. ↑  Ovidius Naso, Publius (2005).  F. J. Miller, ed. The Metamorphoses: Ovid. New York: Barnes & Noble Classics. p. xxx. ISBN 1-4366-6586-8.  as cited in Doll, Mary Aswell (2006). «What Nature Allows the Jealous Laws Forbid: The Cases of Myrrha and Ennis del Mar». Journal of Curriculum Theorizing 21 (3): 39-45.
38. ↑  Mullan, John (10 de abril de 2008). «Ten of the best incestuous relationships». The Guardian. Consultado el 29 de enero de 2011.
39. ↑  Josephus, 1835, p. 23
40. 1 2  Josephus, 1835, p. 384 (Book XIX, chapter 1.13)
41. 1 2  Alighieri, 2003, pp. 205-210 (canto XXX, verses 34-48)
42. 1 2  Glenn, 2008, pp. 58-59
43. ↑  Alighieri, 2003, p. v
44. ↑  Alighieri, 2003, p. vii
45. ↑  Alighieri, 2007, p. 69
46. 1 2  Alighieri, 2007, pp. 78-79
47. ↑  Shakespeare, 1932, p. 732 (stanza 34)
48. ↑  Shakespeare, 1932, p. 755 (stanza 196)
49. ↑  Bate, 1994, p. 58
50. ↑  Othello, V, II, 357-360 as cited in Bate, 1994, p. 187
51. ↑  Bate, 1994, p. 187
52. ↑  Eggenberger, 1972, p. 38
53. ↑  Whitaker, Jessica Menzo Russel (2002). «Mathilda, Mary Wollstonecraft Shelley - Introduction». eNotes. Gale Cengage. Consultado el 26 de enero de 2011.
54. ↑  Shelley, Mary. Mathilda in The Mary Shelley Reader. Oxford University Press, 1990 cited in Shelley, 1997, p. 128
55. ↑  Shelley, 1997, p. 123
56. ↑  Ousby, 1993, p. 827
57. ↑  «Sardanapalus». The New Encyclopædia Britannica: Micropædia 10 (15th edición). U.S.A.: Encyclopædia Britannica, Inc. 2003. p. 450.
58. ↑  Hochman, 1984, p. 38
59. ↑  Byron, 1823, p. 3
60. ↑  McGann, 2002, pp. 142-150
61. ↑  Gleckner, 1997, pp. 223-224
62. 1 2 3  Clements, Andrew (23 de marzo de 2001). «Classical CD releases». The Guardian (Guardian News and Media). Consultado el 15 de marzo de 2011.
63. ↑  Balmer, Josephine (4 de mayo de 1997). «What's the Latin for 'the Brookside vice'?». The Independent. Consultado el 29 de enero de 2011.
64. ↑  «Past Winners» (PDF). Costa Book Awards. Archivado desde el original el 29 de diciembre de 2009. Consultado el 29 de enero de 2011.
65. ↑  «THE INFORMATION on; 'Tales from Ovid'». The Independent. 23 de abril de 1999. Consultado el 29 de enero de 2011.
66. ↑  Hammer, Langdon (24 de noviembre de 1997). «Poetry and Embodiment». The Nation (Katrina vanden Heuvel). pp. 32-34.
67. 1 2 3 4 5  Lee, Anthony W. (2004). «Dryden's Cinyras and Myrrha». The Explicator 62 (3).
68. 1 2  Kinney, Daniel; Elizabeth Styron. «Ovid Illustrated: The Reception of Ovid's Metamorphoses in Image and Text». University of Virginia Electronic Text Center. Consultado el 27 de febrero de 2011.
69. ↑  Bierley, 2001, p. 236
70. ↑  «Maurice Ravel». Allmusic. Consultado el 26 de enero de 2011.
71. ↑  «André Caplet». Allmusic. Consultado el 26 de enero de 2011.
72. ↑  Orenstein, 1991, pp. 35-36
73. ↑  Ashley, Tim (8 de abril de 2005). «Alaleona: Mirra: Mazzola-Gavezzeni/ Gertseva/ Malagnini/ Ferrari/ Chorus and Orchestra of Radio France/ Valcuh». The Guardian. Consultado el 30 de enero de 2011.
74. ↑  C.G. Waterhouse, John. «Alaleona, Domenico». Grove Music Online. Oxford University Press.
75. ↑  «Myrrha in the Making». American Composers Orchestra. Consultado el 26 de enero de 2011. «move in and out of the music as though in a dream, or perhaps Myrrha’s memory of the events that shaped her fate».
76. ↑  Kozinn, Allan (5 de mayo de 2006). «New Music From American Composers Orchestra at Carnegie Hall». The New York Times. Consultado el 26 de enero de 2011.
77. ↑  Kinney, Daniel; Elizabeth Styron. «Ovid Illustrated: The Reception of Ovid's Metamorphoses in Image and Text - Fab. X. Myrrha changed to a tree; the Birth of Adonis». University of Virginia Electronic Text Center. Consultado el 17 de marzo de 2011.
78. ↑  Kinney, Daniel; Elizabeth Styron. «Ovid Illustrated: The Reception of Ovid's Metamorphoses in Image and Text - Abbé Banier's Ovid commentary Englished from Ovid's Metamorphoses (Garth tr., Amsterdam, 1732)». University of Virginia Electronic Text Center. Consultado el 17 de marzo de 2011.
79. ↑  Kinney, Daniel; Elizabeth Styron. «Ovid Illustrated: The Reception of Ovid's Metamorphoses in Image and Text - Preface of Garth Translation (London, 1717) and Banier-Garth (Amsterdam, 1732)». University of Virginia Electronic Text Center. Consultado el 17 de marzo de 2011.
80. ↑  Roosevelt, 1885, pp. 212-227
81. ↑  «Captured Emotions: Baroque Painting in Bologna, 1575-1725 Opens at the Getty Museum». Art Knowledge News. Archivado desde el original el 27 de abril de 2011. Consultado el 15 de marzo de 2011.
82. ↑  «Object list: Captured Emotions: Baroque Painting in Bologna, 1575–1725» (PDF). The J. Paul Getty Museum, Getty Center and Staatliche Kunstsammlungen Dresden. Archivado desde el original el 13 de julio de 2010. Consultado el 15 de marzo de 2011.
83. ↑  Heller Anderson, Susan; David Bird (14 de agosto de 1984). «The See-Through Woman Of Bryant Park». The New York Times. Consultado el 26 de enero de 2011.
84. ↑  A. G., Duff (2008). «Checklist of Beetles of the British Isles». The Coleopterist. Archivado desde el original el 5 de julio de 2011. Consultado el 2 de febrero de 2011.
85. ↑  Natural History Museum, London. «LepIndex - The Global Lepidoptera Names Index for taxon Cupido myrrha entry». Consultado el 2 de febrero de 2011.
86. ↑  Naturhistorisches Museum (Austria) (1905). Annalen des Naturhistorischen Museums in Wien [Museum of Natural History of Vienna annual] (en alemán) 20. Wien, Naturhistorisches Museum. p. 197. «'Zwei ♂ dieser seltenen Art aus dem Erdschias-Gebiet' Translation:Two males of these rare species from the Erciyes region.»
87. ↑  Oehlke, Bill. «Catocala: Classification and Common Names». P. E. I. R. T. A. Consultado el 30 de enero de 2011.
88. ↑  «Attributes of Catocala nuptialis». Butterflies and Moths of North America. Consultado el 30 de enero de 2011.
89. ↑  «Catocala myrrha». Catalogue of Life - 2010 Annual Checklist. Consultado el 30 de enero de 2011.
90. ↑  Natural History Museum, London. «LepIndex - The Global Lepidoptera Names Index for taxon myrrha». Consultado el 2 de febrero de 2011.
91. ↑  «Species identity - Commiphora myrrha». International center for research in agroforestry. Archivado desde el original el 30 de septiembre de 2011. Consultado el 2 de febrero de 2011.
92. ↑  Lewis, 1984, p. 371
93. ↑  Schmadel, 2003, p. 372
94. ↑  Schmadel, 2003, pp. 4-5

Bibliografía
- Alighieri, Dante (2003).  Seth Zimmerman, ed. The Inferno of Dante Alighieri. iUniverse. pp. vii-210. ISBN 978-0-595-28090-2.
- Alighieri, Dante; Honess, Claire E. (2007). Dante Alighieri: four political letters. MHRA. ISBN 978-0-947623-70-8.
- Apollodorus; Hard, Robin (1998). «The Library of Greek Mythology». Oxford world's classics (US: Oxford University Press). pp. 131-239. ISBN 978-0-19-283924-4. Consultado el 20 de enero de 2011.
- Bate, Jonathan (1994). Shakespeare and Ovid. Oxford University Press. pp. 58-187. ISBN 978-0-19-818324-2.
- Bierley, Paul E. (2001). John Philip Sousa: American Phenomenon. Alfred Music Publishing. p. 236. ISBN 978-0-7579-0612-1.
- Byron, George Gordon N. (1823). Sardanapalus: a tragedy. J. Murray. Consultado el 22 de febrero de 2011.
- Coogan, Michael D. (2009). A Brief Introduction to the Old Testament: The Hebrew Bible in Its Context. Oxford: Oxford University Press. p. 394. ISBN 0-19-533272-5.
- Detienne, Marcel (1994).  Janet Lloyd, ed. The gardens of Adonis: spices in Greek mythology. Princeton University Press. pp. 63-64. ISBN 978-0-691-00104-3. Consultado el 30 de enero de 2011.
- Eggenberger, David (1972). «McGraw-Hill encyclopedia of world drama». McGraw-Hill Encyclopedia of World Drama 1 (McGraw-Hill). p. 38. ISBN 978-0-07-079567-9.
- Ellis, James Richard (2003). Sexuality and citizenship: metamorphosis in Elizabethan erotic verse. University of Toronto Press. pp. 191. ISBN 978-0-8020-8735-5. Consultado el 31 de enero de 2011.
- Gleckner, Robert F. (1997). «'A Problem Few Dare Imitate': Sardanapalus and 'Effeminate Character'».  En Beatty, Bernard G., ed. The plays of Lord Byron: critical essays. Liverpool University Press. ISBN 978-0-85323-891-1.
- Glenn, Diana (2008). «Myrrha». Dante's reforming mission and women in the Comedy. Troubador Publishing Ltd. ISBN 978-1-906510-23-7.
- Grimal, Pierre (1974). Larousse World Mythology. The Hamlyn Publishing Group Limited. pp. 94-132. ISBN 978-0-600-02366-1. OCLC 469569331.
- Hochman, Stanley; McGraw-Hill, inc (1984). McGraw-Hill encyclopedia of world drama: an international reference work in 5 volumes 4. VNR AG. p. 123. ISBN 978-0-07-079169-5.
- Hoppit, Julian (2002). A Land of Liberty?: England 1689-1727. Berkeley: Oxford University Press. pp. 21-22. ISBN 978-0-19-925100-1. Consultado el 10 de febrero de 2011.
- Hyginus, Gaius Julius (1960). «The Myths of Hyginus».  En Mary A. Grant, ed. Humanistic Studies, No. 34 (Lawrence, Kansas: University of Kansas Publications). pp. 61-162. ISBN 1-890482-93-5. Consultado el 25 de enero de 2011.
- Josephus, Flavius (1835).  William Whiston, ed. The works of Flavius Josephus: the learned and authentic Jewish historian and celebrated warrior. With three dissertations, concerning Jesus Christ, John the Baptist, James the Just, God's command to Abraham, & c. and explanatory notes and observation. Armstrong and Plaskitt, and Plaskitt & Co. Consultado el 11 de marzo de 2011.
- Lewis, John S.; Prinn, Ronald G. (1984). Planets and their atmospheres: origin and evolution. Academic Press. pp. 470. ISBN 978-0-12-446580-0. Consultado el 24 de enero de 2011.
- Liberalis, Antoninus (1992).  Francis Celoria, ed. The Metamorphoses of Antoninus Liberalis: A translation with a commentary. London: Routledge. pp. 93-202. ISBN 978-0-415-06896-3. Consultado el 25 de enero de 2011.
- McGann, Jerome J. (2002).  James Soderholm, ed. Byron and romanticism. Cambridge University Press. ISBN 978-0-521-00722-1.
- Miller, Nancy K.; Tougaw, Jason Daniel (2002). Extremities: trauma, testimony, and community. University of Illinois Press. ISBN 978-0-252-07054-9. Consultado el 15 de marzo de 2011.
- Musselman, Lytton John (2007). Figs, dates, laurel, and myrrh: plants of the Bible and the Quran. Portland, Oregon: Timber Press, Inc. pp. 194-200. ISBN 978-0-88192-855-6. Consultado el 27 de enero de 2011.
- Newlands, Carole Elizabeth (1995). Playing with time: Ovid and the Fasti. Cornell University Press. pp. 167. ISBN 978-0-8014-3080-0. Consultado el 25 de enero de 2011.
- Noegel, Scott B.; Rendsburg, Gary A. (29 de octubre de 2009). Solomon's Vineyard: Literary and Linguistic Studies in the Song of Songs (Ancient Israel and Its Literature). Society of Biblical Literature. p. 184. ISBN 978-1-58983-422-4.
- Onions, Charles; Friedrichsen, George; Burchfield, R. (1966). The Oxford dictionary of English etymology. Oxford University Press. pp. 600. ISBN 978-0-19-861112-7. Consultado el 23 de enero de 2011.
- Orenstein, Arbie (1991). Ravel: man and musician. Courier Dover Publications. pp. 35-36. ISBN 978-0-486-26633-6. Consultado el 26 de enero de 2011.
- Ousby, Ian (1993). «Sardanapalus». The Cambridge guide to literature in English. Cambridge University Press. ISBN 978-0-521-44086-8. Consultado el 22 de febrero de 2011.
- Ovidius Naso, Publius (1971).  Mary M. Innes, ed. The Metamorphoses of Ovid. Penguin Books Ltd. pp. 232-238. ISBN 1-4366-6586-8.
- Ovidius Naso, Publius (2003).  Michael Simpson, ed. The Metamorphoses of Ovid. University of Massachusetts Press. pp. 373-376. ISBN 978-1-55849-399-5.
- «The compact edition of the Oxford English dictionary: complete text reproduced micrographically». The Compact Edition of the Oxford English Dictionary: Complete Text Reproduced Micrographically 2 (Oxford University Press). 1971. p. 1888.
- Park, Edwards; Taylor, Samuel (1858). «Bibliotheca Sacra».  En Edwards A. Park and Samuel H. Taylor, ed. Bibliotheca Sacra 15 (Allen, Morrill and Wardwell). p. 212.
- Roosevelt, Blanche (1885). Life and Reminiscence of Gustave Doré. New York: Cassell & Co., Ltd.
- Schmadel, Lutz D. (2003). Dictionary of minor planet names. Springer. pp. 4-372. ISBN 978-3-540-00238-3. Consultado el 24 de enero de 2011.
- Shakespeare, William (1932). «Venus and Adonis». Histories and poems. Aldine House, Bedford Street, London W.C.2: J. M. Dent & Sons Ltd. pp. 727-755. ISBN 0-679-64189-0.
- Shelley, Mary (1997).  Conger, Syndy; Frank, Frederick; O'Dea, Gregory, eds. Iconoclastic departures: Mary Shelley after Frankenstein: essays in honor of the bicentenary of Mary Shelley's birth. Fairleigh Dickinson University Press. p. 362. ISBN 978-0-8386-3684-8. Consultado el 17 de febrero de 2011.
- Watson, Owen (1976).  Owen Watson, ed. Longman modern English dictionary. Longman. pp. 736. ISBN 978-0-582-55512-9. Consultado el 23 de enero de 2011.